# Рёренбах (Нижняя Австрия)
Рёренбах (нем. Röhrenbach (Niederösterreich)) — коммуна (нем. Gemeinde) в Австрии, в федеральной земле Нижняя Австрия. 
Входит в состав округа Хорн.  Население составляет 589 человек (на 31 декабря 2005 года). Занимает площадь 25,11 км². Официальный код  —  31119.

## Политическая ситуация
Бургомистр коммуны — Маг. Гернот Хайнцль (АНП) по результатам выборов 2005 года.
Совет представителей коммуны (нем. Gemeinderat) состоит из 15 мест.
- АНП занимает 15 мест.